# Narval (tàu ngầm Pháp) (1925)
Narval là một tàu ngầm lớp Requin được chế tạo cho Hải quân Pháp vào giữa thập niên 1920. Tàu được đặt lườn vào tháng 3 năm 1923, hạ thủy vào tháng 5 năm 1925 và chính thức nhập biên chế vào tháng 7 năm 1926. Khi chính phủ Pháp đầu hàng Đức trong Chiến tranh thế giới thứ hai, Narval không theo chính phủ đầu hàng mà gia nhập lực lượng hải quân Pháp quốc Tự do tại đảo Malta. Ngày 15 tháng 12 năm 1940, con tàu bị chìm sau khi va phải một quả thủy lôi gần quần đảo Kerkennah ngoài khơi Tunisia. Đây cũng chính là bãi thủy lôi đã đánh chìm tàu chị em Morse của nó sáu tháng trước.

## Thiết kế
Tàu ngầm lớp Requin có chiều dài 78 mét, mạn thuyền rộng 6,8 mét, tầm nước tối đa 5,1 mét và khả năng lặn sâu tối đa 80 mét. Các tàu có tải trọng choán nước 1.150 tấn Anh (1.168 t) khi nổi và 1.441 tấn Anh (1.464 t) khi lặn. Khi đi trên mặt nước, tàu sử dụng hai động cơ diesel công suất 2.900 hp (2.163 kW) và hai động cơ điện công suất 1.800 hp (1.342 kW). Hệ thống động lực điện của động cơ tàu cho phép có tốc độ 15 hải lý trên giờ (28 km/h; 17 mph) khi nổi và 9 hải lý trên giờ (17 km/h; 10 mph) khi lặn. Tầm xa hoạt động 7.700 hải lý (14.300 km) ở tốc độ 9 hải lý trên giờ (17 km/h) hoặc 4.000 hải lý (7.400 km) ở tốc độ 12 hải lý trên giờ (22 km/h). Khi lặn, tàu chỉ có thể di chuyển trong phạm vi 70 hải lý (130 km) ở tốc độ 5 hải lý trên giờ (9,3 km/h).

## Lịch sử hoạt động
Từ năm 1935 đến 1937, Narval được sửa chữa và nâng cấp toàn diện. Khi Chiến tranh thế giới thứ hai bùng nổ, tàu được nhập biên chế vào Tiểu đội tàu ngầm 4 và triển khai hoạt động ở vùng biển Địa Trung Hải đóng tại Bizerte, Tunisia, sau đó được điều động đến Beirut, Liban dưới quyền của Thuyền trưởng Cloarec. Đến ngày 11 tháng 6 năm 1940, tàu quay trở lại Bizerte. 
Vào thời điểm Pháp ký hiệp định đầu hàng Đức, Narval đang làm nhiệm vụ tuần tra trên biển. Bất chấp lệnh cấm các tàu Pháp đến cảng của Anh đưa ra trước đó, chỉ huy của Narval vẫn quyết định đưa tàu đến Malta. Tại đây, Narval gia nhập vào lực lượng hải quân của Pháp quốc Tự do. Ngày 15 tháng 12 năm 1940, con tàu bị trúng thủy lôi và chìm khi di chuyển qua một bãi mìn ngoài khơi quần đảo Kerkennah, cùng bãi mìn đã đánh chìm tàu chị em Morse của nó sáu tháng trước.

### Sách
- Fontenoy, Paul E. (2007). Submarines: An Illustrated History of Their Impact (Weapons and Warfare). Santa Barbara: ABC-CLIO Publishing. ISBN 978-1-85109-563-6.